# The Center
The Center (中環中心) es un rascacielos ubicado en la ciudad de Hong Kong. Con una altura de 346 metros y 73 plantas, es el quinto más alto de la ciudad, después del International Commerce Centre, el 2 International Finance Centre, el Central Plaza y el Bank of China Tower.
The Center se caracteriza por tener cientos de luces de neón dispuestas en forma de barras horizontales en la parte superior del edificio, y que van cambiando de color lentamente hasta completar todo el espectro.

## Galería

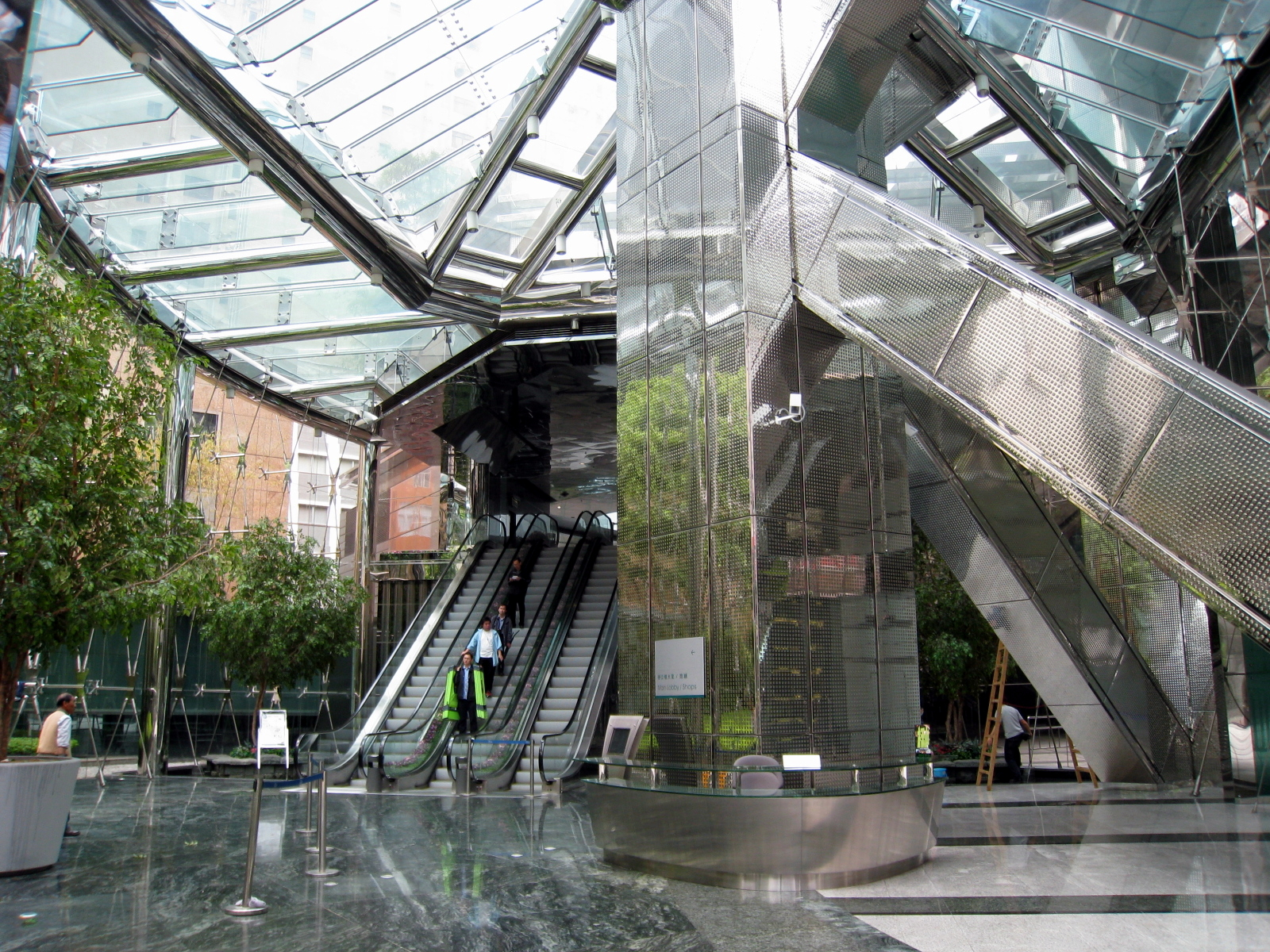
Entrada del edificio
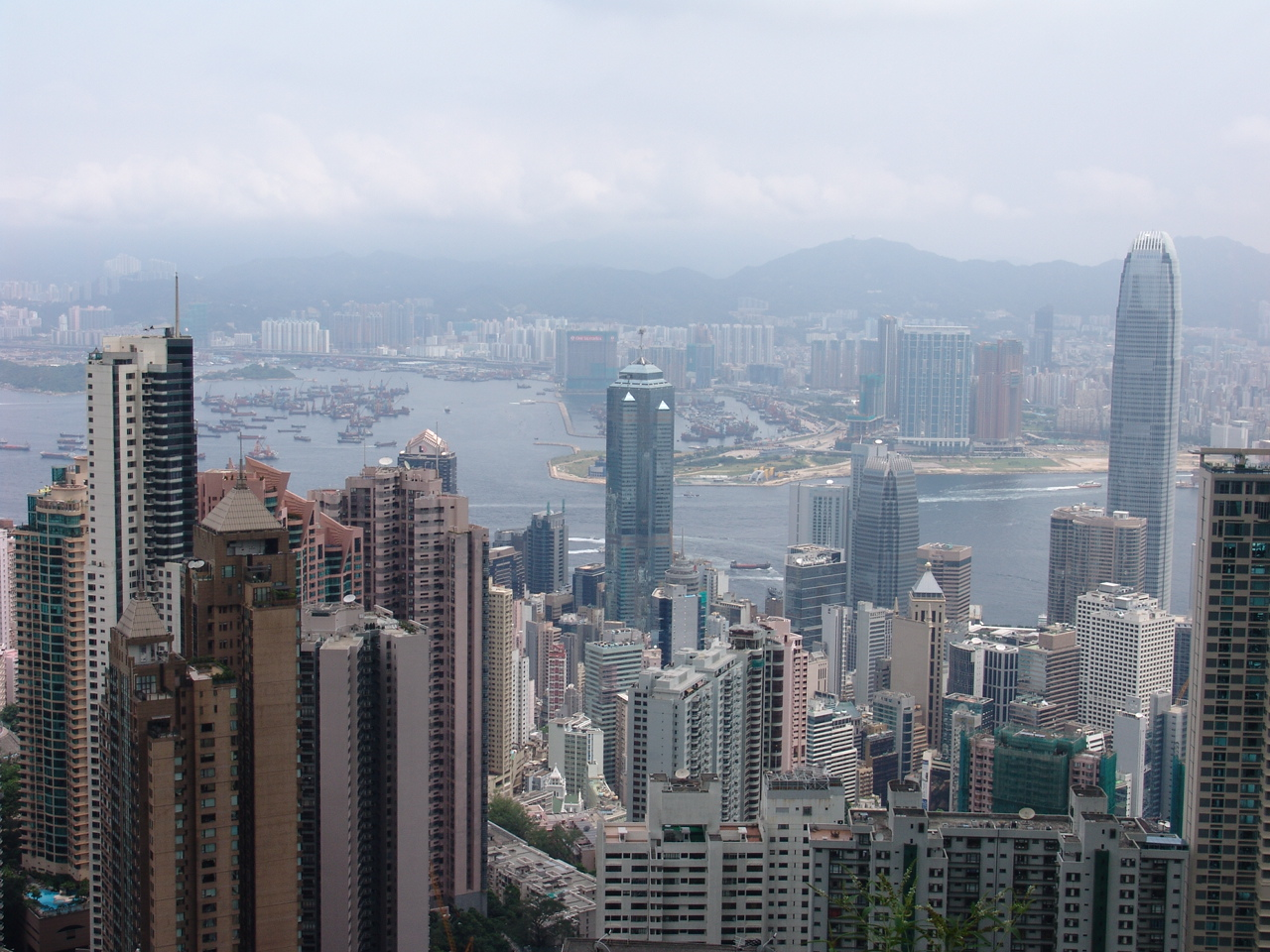
The Center visto desde un mirador
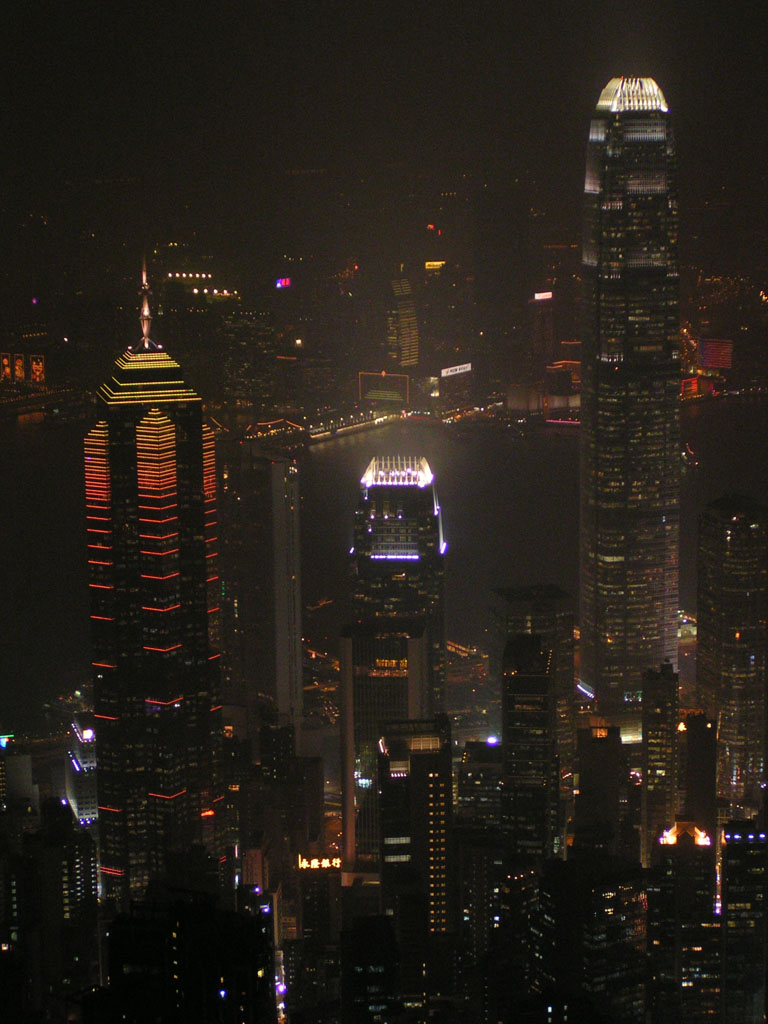
Vista del edificio de noche
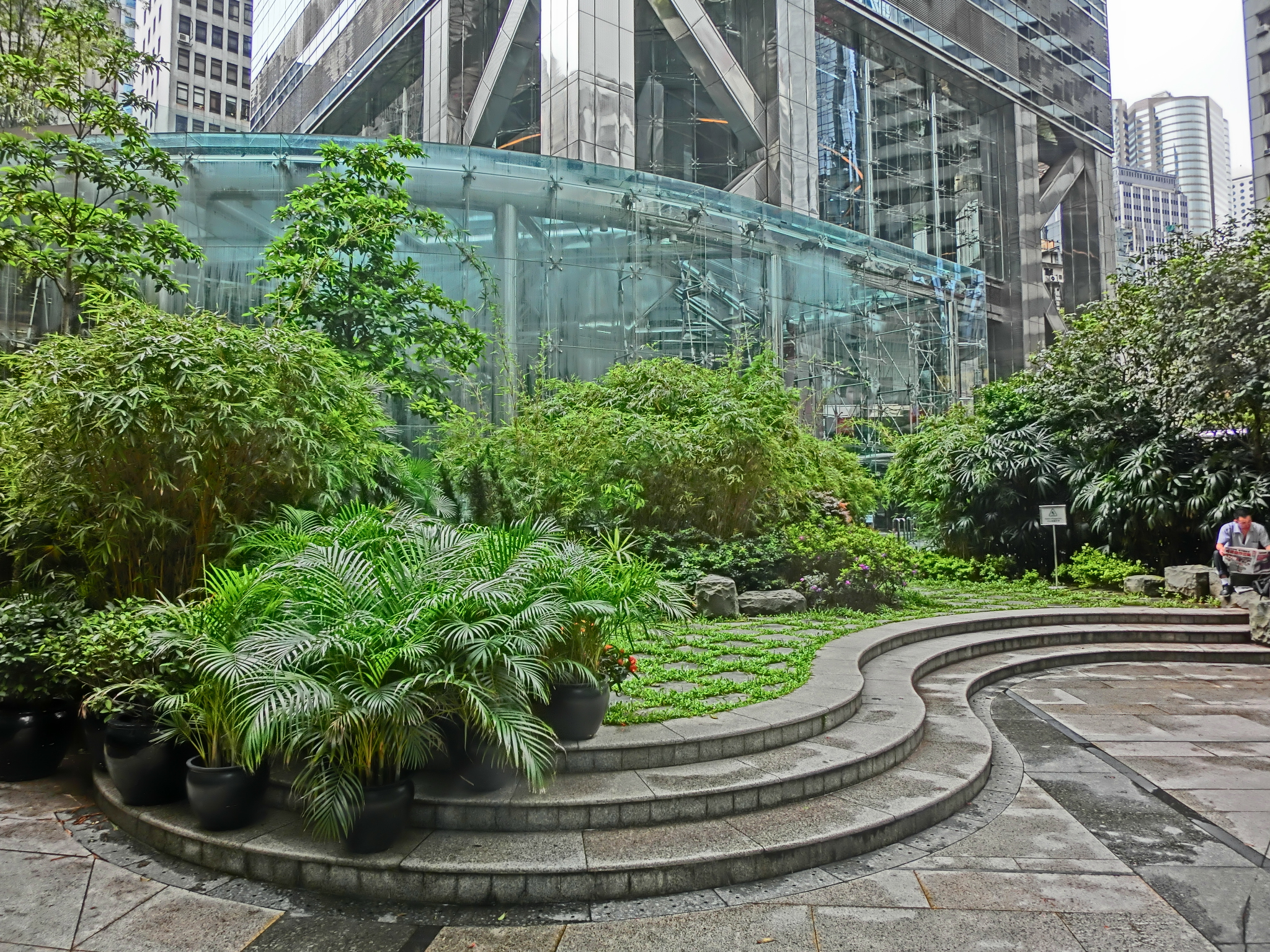
Jardines exteriores